# أوليفييه مبايزو
أوليفييه مبايسيدارا مبايزو هو لاعب كرة قدم كاميروني محترف يلعب كمدافع لفريق فيلادلفيا يونيون في الدوري الأمريكي لكرة القدم والمنتخب الكاميروني.